# Resolução 51 do Conselho de Segurança das Nações Unidas
Resolução 51 do Conselho de Segurança das Nações Unidas, aprovada em 3 de junho de 1948, reafirmou as resoluções anteriores do Conselho sobre o conflito entre Índia e o Paquistão, dirigido à Comissão nos termos da Resolução 39 do Conselho de Segurança das Nações Unidas a se mover para as áreas de disputa e realizar as tarefas que lhe são atribuídas na Resolução 47 do Conselho de Segurança das Nações Unidas, o mais rápido possível. A resolução também deu instruções à Comissão para tratar de uma carta que foi enviada ao Conselho pelo Ministro das Relações Exteriores do Paquistão.
Foi aprovada com 8 votos, com 3 abstenções da República da China, Ucrânia e União Soviética.